# Krauze (nazwisko)
Krauze – polskie nazwisko pochodzenia niemieckiego.
Prawdopodobnie pochodzi od niemieckiej nazwy kraus (kędzierzawy) lub krauzel (wianuszek). W źródłach pisanych notowane od 1782 roku.
W Polsce nazwisko Krauze noszą 5289 osoby. Zamieszkują one tereny zachodnie, głównie w miastach w Wielkopolsce, na Pomorzu oraz na Mazowszu.